# ボトルネック自由国

ボトルネック自由国

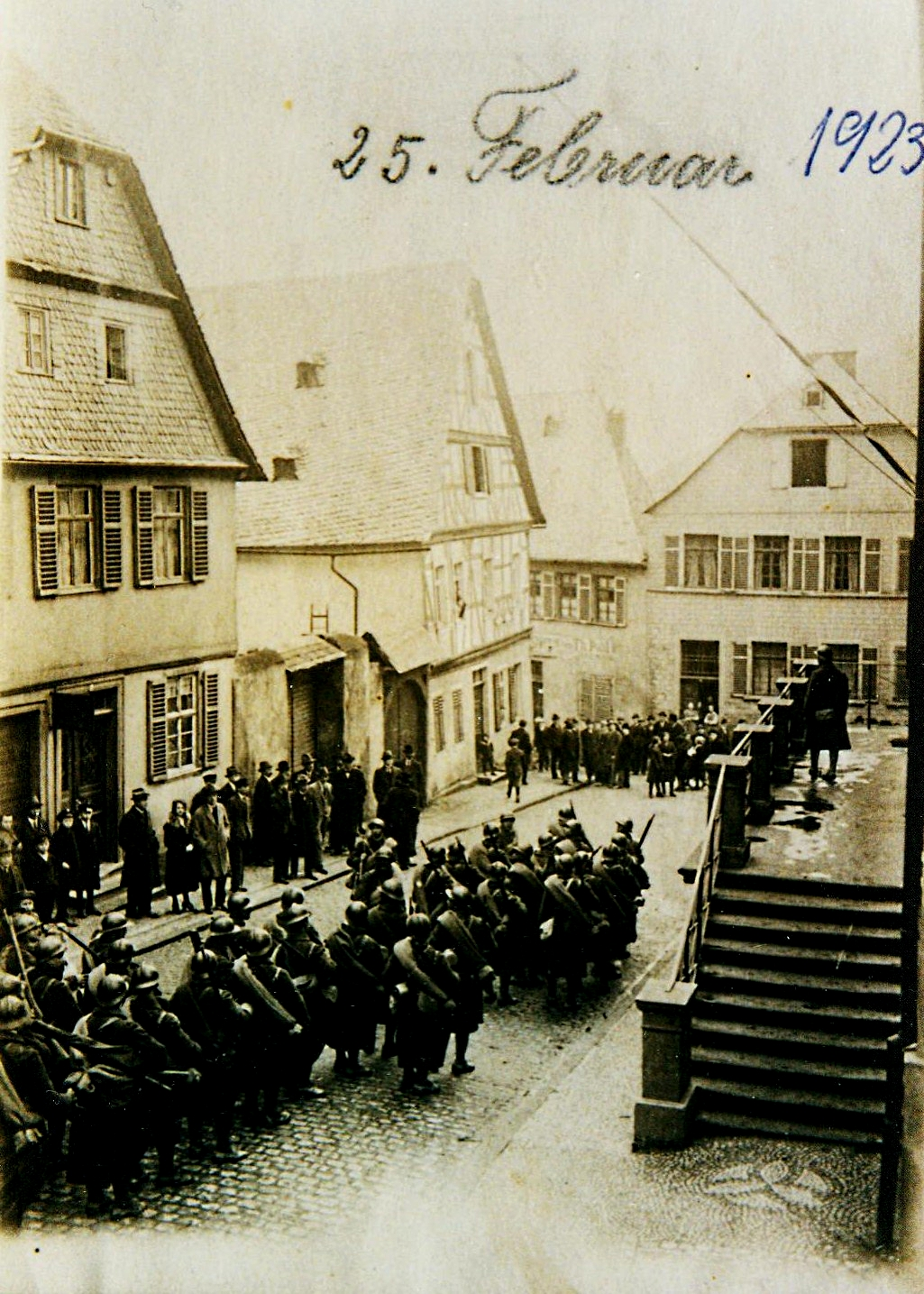
1923年2月25日のロルヒの市場の占領の様子。

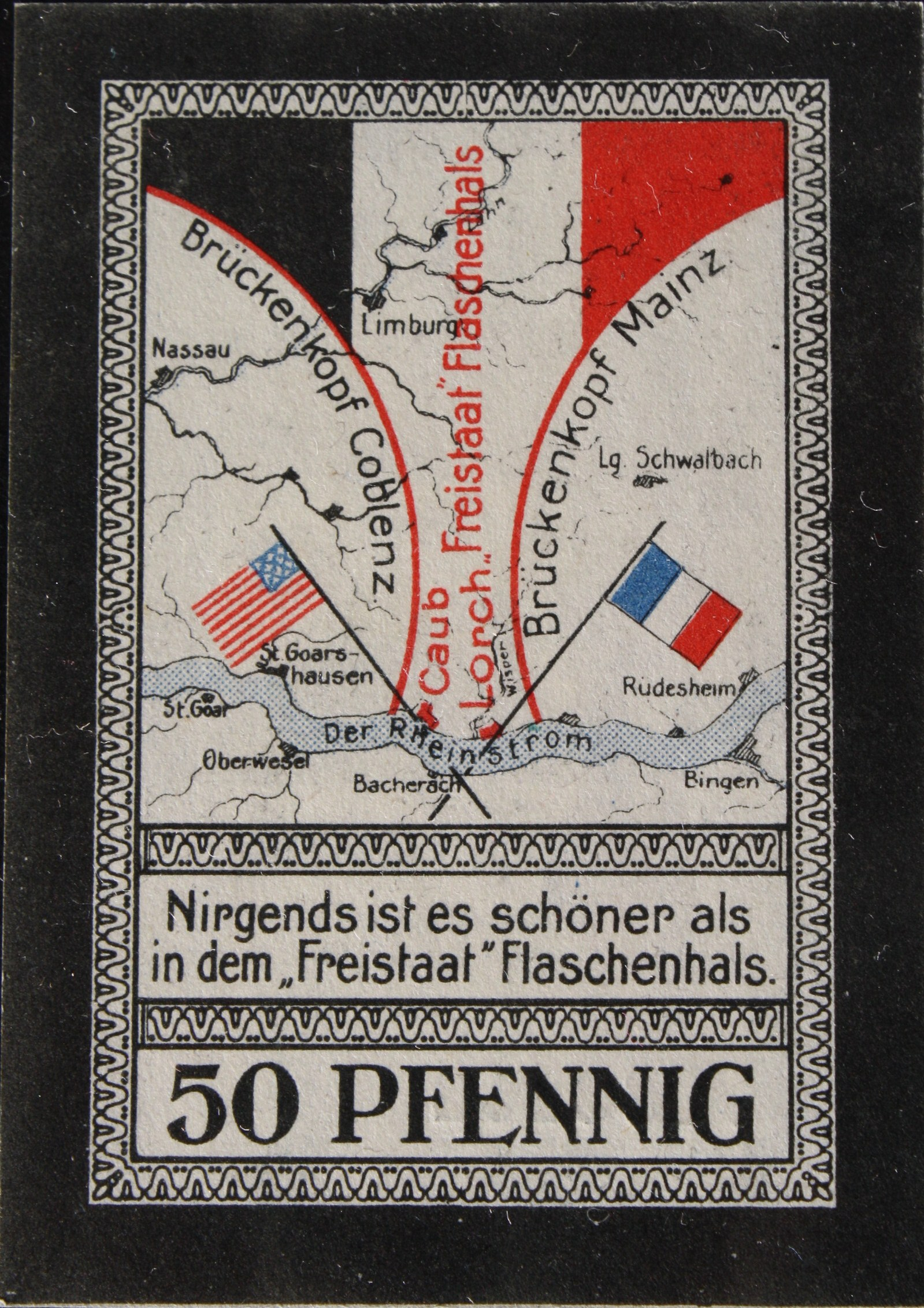
ボトルネック自由国で発行された50ペニヒのノートゲルト

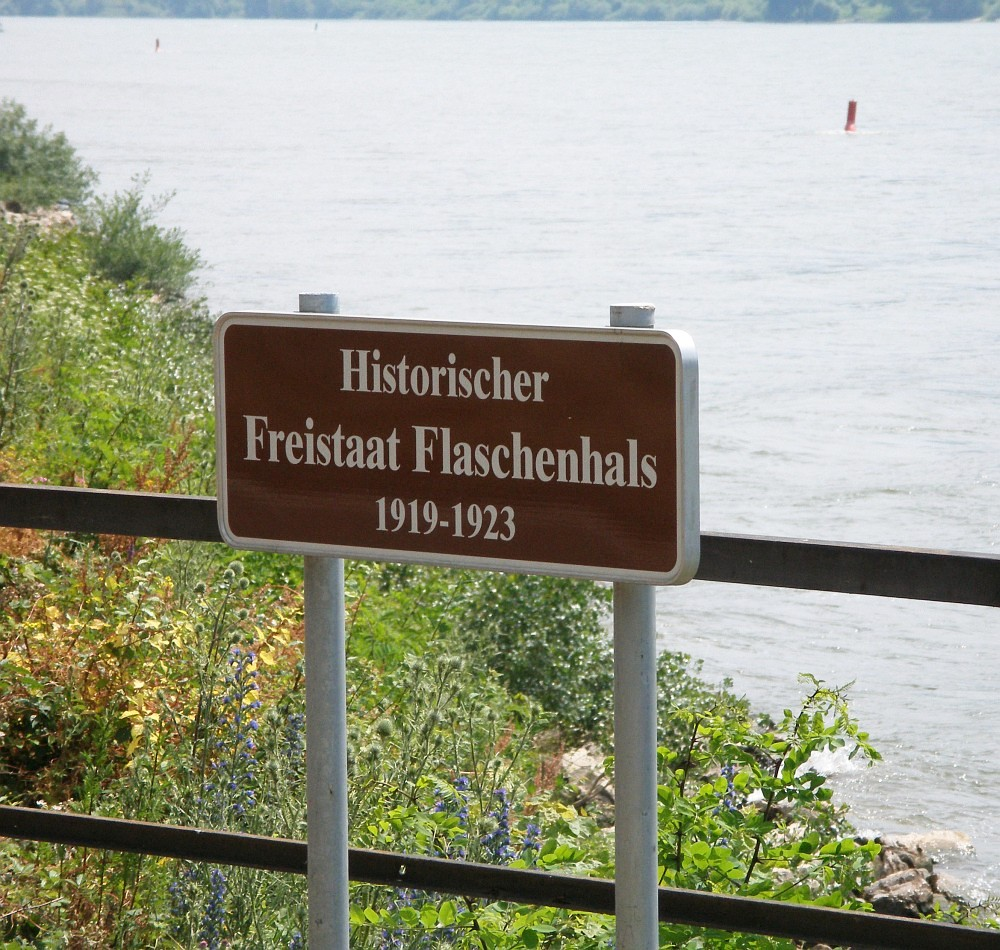
ライン川のほとりに設けられた標識

Freistaat Flaschenhals

ボトルネック自由国の地図。1919-1923年

ボトルネック自由国 (ドイツ語: Freistaat Flaschenhals) は、第一次世界大戦後の1919年1月10日から1923年2月25日まで、連合国のラインラント占領で占領されなかったプロイセン州ヘッセン＝ナッサウ県のライン川流域を皮肉を込めて呼んだ名称である。この地域は他の非占領地域と隔絶された状態に置かれたため、政治的にも経済的にも独立していたが、国際法上の国家ではなかった。 

## 形成
休戦協定によって連合国がライン川左岸を占領下に置くことが取り決められ、イギリスはケルン、アメリカはコブレンツ、フランスはマインツに橋頭堡を置いた。また、その占領を保証するためにケルン、コブレンツ、マインツの各都市から半径30キロメートル以内からドイツ軍は退去させられた。この際、コブレンツ周辺のアメリカ占領地域と、マインツ周辺のフランス占領地域との間に挟まれたライン渓谷とリンブルク・アン・デア・ラーンの間の狭い地域は占領地域に含まれなかった。ところが、この地域は行政上はラインガウ、ウンタータウヌス、ザンクト・ゴアールスハウゼンの各郡に含まれていたにもかかわらず、いずれも郡庁が被占領地域にあったために行政上の空白地域になってしまった。これを受けて1919年1月3日にカッセル州総督が同地の行政権をリンブルク郡に移管することを命じた。リンブルク・アン・デア・ラーンは、この地域に最も近い行政区であった。 
この地域には、ロルヒ、カウプ、ロルヒハウゼン、ザウアータール、ランゼル、ヴォルマーシート、ヴェルテロート、ツォルン、シュトリュート、エーゲンロートおよびラウフェンゼルデンの集落があった。ボトルネック自由国の人口についてはさまざまな情報があるが、エドムント・プニスチェクは1924年の報告書で約8,000人としている。1919年のカッセル県庁の住民台帳によれば17,363人であり、そちらの方が妥当な数字と考えられる。 

## 経済的孤立
まず問題となったのは、この地域への生活物資をいかにして輸送するかであった。細長い形が災いして、すべての交通ルートは被占領地域を経由していたからである。このため、地理的にはドイツの非占領地域と地続きだったにもかかわらず、この地域の街は他地域（たとえばリンブルクなど）から孤立してしまった。道路はすべて占領地域との境界線で通行禁止になり、列車はすべて通過になった。また、水運も空輸も使えなかった。このため、食料や燃料などの生活必需品の多くは、たとえば密輸などの非合法手段でしか持ち込めなくなってしまった。暖房用の石炭を手に入れるために、ルール炭田からの石炭をフランスに運ぶ貨物列車をリューデスハイムで奪い、ボトルネックに入ったところで脱線させることまで行われた。 
リンブルク県知事ローベルト・ビューヒティンクからこの地域の行政権を委任されていたロルヒ町長エドムント・アントン・プニスチェクは、非占領地域から経済的に隔絶されているため住民の生活が崩壊する恐れがあるとして、ノートゲルトや切手を発行させた。さらに、独自のパスポートを発行し、ベルリンに大使館を置くことや、他国と外交関係を確立することまで計画されていたが、実現する前に地域の孤立は解消された。 

## 解消
1923年2月25日、ルール占領の数日後にフランス軍のモロッコ人部隊がボトルネック自由国を占領した。リンブルク・アン・デア・ラーン市長マルクス・クリュスマン、ロルヒ町長プニスチェクは逮捕され、プニスチェクはコブレンツに投獄された。1924年11月15日にフランスがライン川右岸から撤退したことで、この地域の孤立は解消された。 

## 現在
ボトルネック自由国という語は、現在ではラインガウ地域の観光振興の目的で使用されている。1994年に「建国」75周年を記念して地元のワイナリーとレストランが「ボトルネック自由国イニシアチブ」を結成し、ワインやスパークリングワイン、ブランデーに独自のマーキングを行っている。 
この他、ボトルネック自由国で発行されたノートゲルトや切手は、人気のコレクターズアイテムとなっている。